# 比爾維爾

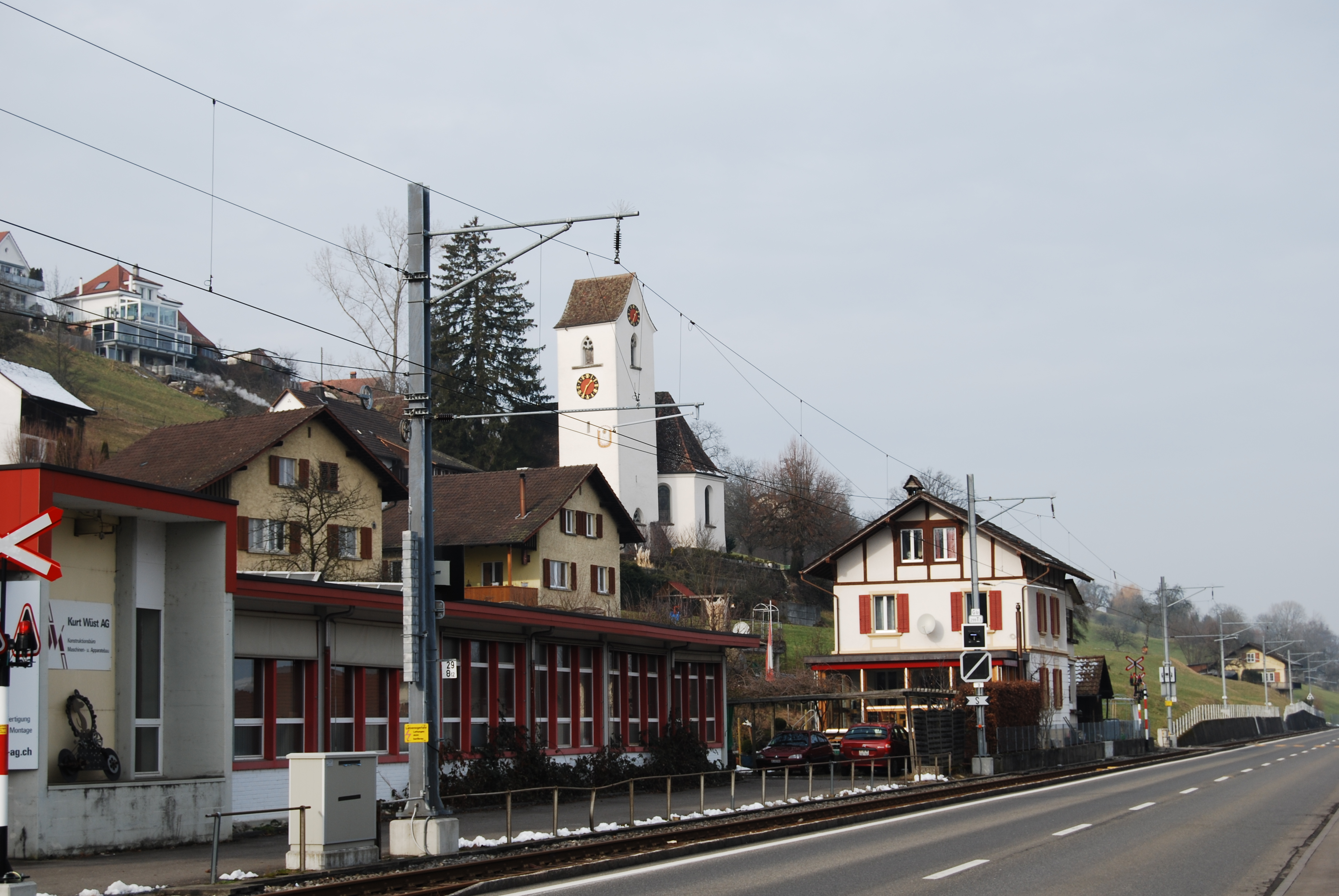

比爾維爾是瑞士的城鎮，位於該國北部，由阿爾高州負責管轄，面積2.99平方公里，海拔高度560米，2012年人口657，六成人口信奉基督教，人口密度每平方公里220人。

## 外部連結
- Official Website of Birrwil Archive.today的存檔，存档日期2012-12-04